# Voszhod–2 (szárnyashajó)
A Voszhod–2 folyami–tengeri hordszárnyashajó-család, amelynek egységeit 1973–1992 között gyártották az ukrajnai Feodoszijában. Összesen 156 darab készült belőle. A típus többek között Oroszországban, Hollandiában, Magyarországon, Szlovákiában, Kanadában, Vietnámban és Malajziában található meg.
Magyarországon négy példánya található. Mindegyiket a MAHART–PassNave üzemeltette, illetve üzemelteti a Dunán.
| Hajó        | Építés éve | Szolgálatban  | Megjegyzések                   |
| ----------- | ---------- | ------------- | ------------------------------ |
| Vöcsök I.   | 1977.      | 1977–2003     | Neszmélyen található kiállítva |
| Vöcsök II.  | 1985.      | 1985–         |                                |
| Vöcsök III. | 1986.      | 1986–2024 (?) | 2024-ben szétbontották         |
| Vöcsök IV.  | 1987.      | 1987–2012     | Nem üzemel                     |